# 大伴坂上郎女
大伴坂上郎女（生卒年不詳）是《萬葉集》的代表性歌人。
她是大伴安麻呂之女，大伴稻公的姐姐、大伴旅人的異母妹。同時也是大伴家持的叔母兼姑母。
《萬葉集》中收錄了她的長歌・短歌共84首，是該書所收女性歌人中作品最多的。
她在13歳前後嫁給穗積皇子，但是在靈龜元年（715年）死別。之後她成為藤原麻呂的情人。
但藤原麻呂一樣早死，後來她成為異母兄大伴宿奈麻呂之妻，生下了坂上大孃與坂上二孃。然而一般認為在她33歳的時候，大伴宿奈麻呂也過世了。
其後她以大伴氏刀自（主婦）的身份，統率大伴氏一族，管理全家的事務。
其作品含有高度技巧，也能兼備豐富的情感。